# 阿南発電所
阿南発電所（あなんはつでんしょ）は、徳島県阿南市橘町幸野106にある四国電力の石油火力発電所。

## 概要
昭和40年代の高度成長期の経済発展に伴い急増した電力消費に対応するため、新徳島火力発電所として建設された。1963年（昭和38年）7月に1号機が運転を開始、4号機までが建設された。
橘湾に面し、入り江を挟んで向かい側にある小勝島には、石炭火力発電所である、四国電力の橘湾発電所並びに電源開発の橘湾火力発電所があり、両社は密接に協力して発電している。
1・2号機は稼働状況や運転の維持管理コスト、設備の老朽化を踏まえ、長期計画停止の運用に入っていたが、伊方発電所の再稼動遅れにより電力需給が厳しいため、2号機については2011年12月に運転を再開した。なお、伊方原発の再稼働もあり、2号機は長期計画停止した後に需給状況を見極めて廃止する予定が示されたのち、2019年2月に1・2号機は改めて廃止にする方向が決定された。また4号機は2019年4月に長期計画停止になり、2023年9月に廃止された。

## 発電設備

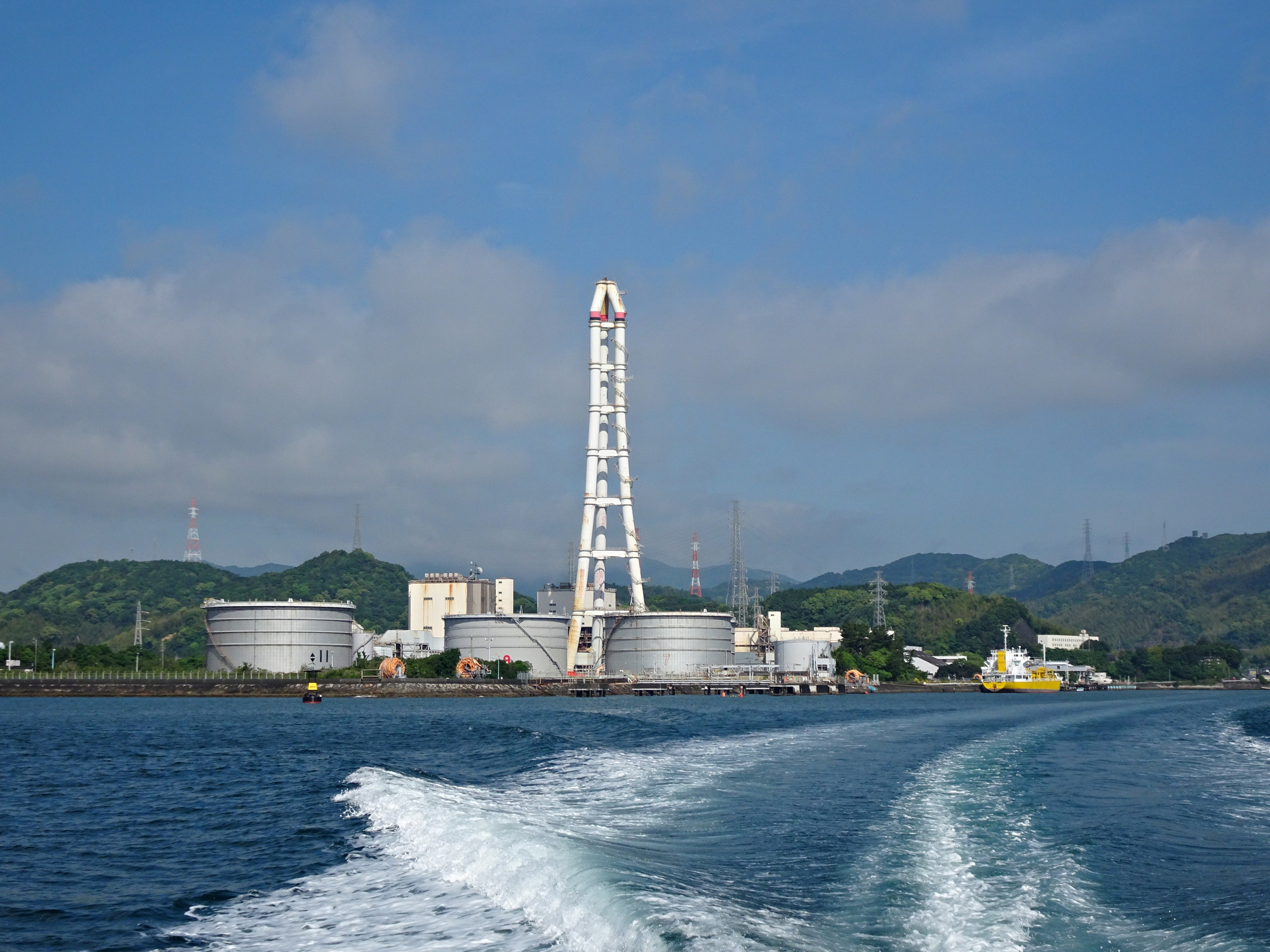
海上から見た阿南火力発電所

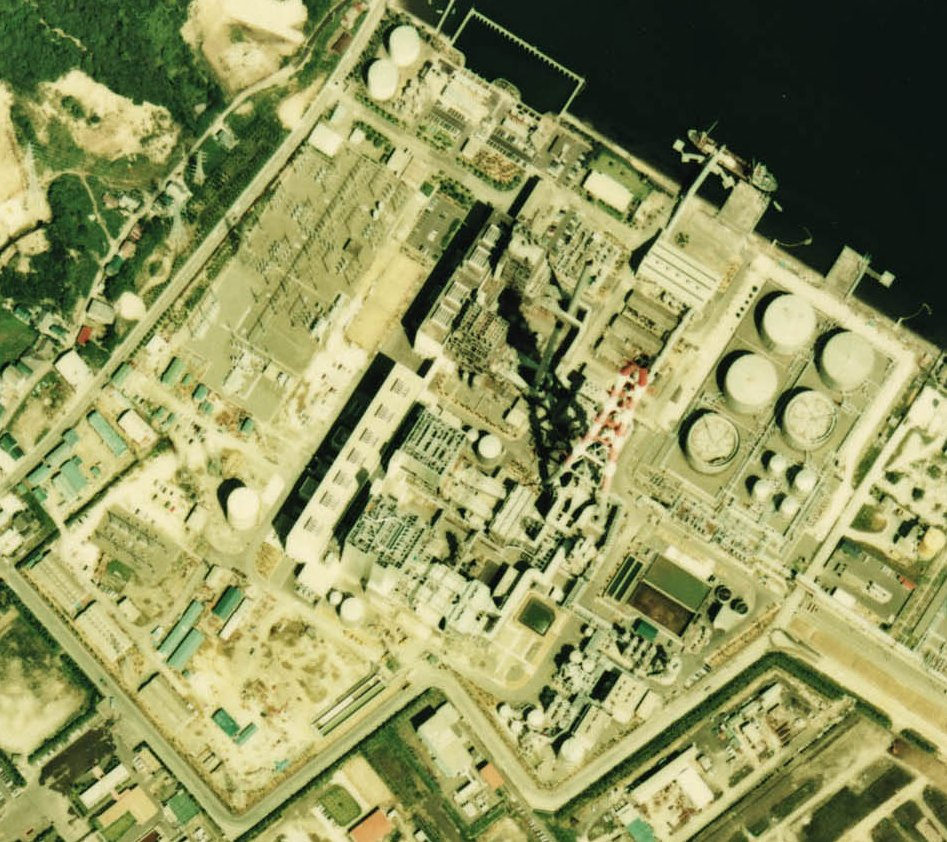
4号機が完成した1976年の空中写真。

- 総出力：45万kW[3]
- 敷地面積：28万m2

3号機
定格出力：45万kW
使用燃料：重油、原油
営業運転開始：1975年5月20日

## 廃止された発電設備
1号機（廃止）
定格出力：12.5万kW
使用燃料：重油
営業運転期間：1963年（昭和38年）7月29日 - 2019年（平成31年）3月1日
2号機（廃止）
定格出力：22万kW
使用燃料：重油、原油
営業運転期間：1969年（昭和44年）1月10日 - 2019年（平成31年）3月1日
4号機（廃止）
定格出力：45万kW
使用燃料：重油、原油
営業運転期間：1976年（昭和51年）12月17日 - 2023年（令和5年）9月1日